# Guitar Hero: On Tour Decades
Guitar Hero: On Tour Decades è il secondo capitolo specificatamente pensato per il Nintendo DS della nota serie videoludica Guitar Hero ed è il seguito di Guitar Hero: On Tour uscito il novembre 2008.

## Modalità di gioco
Il gioco è composto da una carriera single player e da una parte multiplayer sia cooperativa che competitiva; sono inoltre presenti le battaglie di chitarra ideate per Guitar Hero III: Legends of Rock. Esattamente come nei titoli "maggiori" della serie il completamento delle modalità di gioco porterà allo sbloccaggio di varie features come chitarre e vestiti; il gioco, inoltre, presenta 6 personaggi, di cui 4 sono ripescaggi della serie e 2 sono nuovi di zecca.
Il gameplay è il medesimo del precedente capitolo: il Nintendo DS va tenuto in verticale e nello schermo alto (che rimarrà così a sinistra) si vede il manico con le note che scorrono come nei classici Guitar Hero; nella schermata bassa (ovvero quella di destra) viene invece visualizzata una chitarra, le cui corde vanno plettrate con un apposito pennino-plettro fornito assieme al gioco; quest'ultimo comprende anche un dispositivo chiamato Guitar Grip che è una periferica che riproduce in miniatura il manico del controller tipico di Guitar Hero ma con quattro tasti invece che cinque e che va inserito nello slot per i giochi Game Boy Advance presente nella parte inferiore della console. Per suonare le note sarà necessario, quindi, premere i tasti appropriati del Guitar Grip e 'pizzicare' le corde della chitarra sul touch screen con un plettro creato per l'occasione. L'utilizzo del Guitar Grip rende il gioco incompatibile con il modello più recente di Nintendo DSi il Nintendo 3DS, in quanto quest'ultimo non dispone più della porta necessaria.
Il gioco supporta la connessione Wi-Fi della console portatile e permette ai giocatori di scambiare le canzoni di questo capitolo con quelli delle altre edizioni portatili sulla falsariga di quanto avviene in Rock Band 2, con la possibilità di tenere tutte le canzoni su un unico titolo.

## Tracklist
La tracklist del gioco è composta da 28 brani di cui 7 sono presi dal quarto capitolo della serie uscito nel novembre dello stesso anno, ovvero Guitar Hero World Tour. Qua di seguito la tracklist completa:
Modern Rock:
- The Take Over, the Breaks Over - Fall Out Boy
- Diventerai una star - Finley
- Estrella polar - Pereza
- Ready Set Go! - Tokio Hotel
- The Pretender - Foo Fighters

00's Rock:
- One Step Closer - Linkin Park
- Everything is Everything - Phoenix
- The Middle - Jimmy Eat World
- You Can't Stop Me - Guano Apes
- Can't Stop - Red Hot Chili Peppers

90's Rock:
- Buddy Holly - Weezer
- Are You Gonna Go My Way - Lenny Kravitz
- No Rain - Blind Melon
- Some Might Say - Oasis
- Down - Stone Temple Pilots

80's Rock:
- Eye of the Tiger - Survivor
- The One I Love - R.E.M.
- La Bamba - Los Lobos
- You Give Love a Bad Name - Bon Jovi
- Satch Boogie - Joe Satriani

70's Rock:
- We Are the Champions - Queen
- All Right Now - Free
- One Way or Another - Blondie
- Free Ride - Edgar Winter
- Sweet Home Alabama (live) - Lynyrd Skynyrd

Brani Bonus:
- Smooth Criminal - Alien Ant Farm
- Tarantula - The Smashing Pumpkins
- I Believe in a Thing Called Love - The Darkness

### Brani non presenti nell'edizione europea
Vi sono, oltre ai brani della playlist, alcuni che sono stati inseriti esclusivamente per le versioni americana e australiana; questi sono:
- Any Way You Want It - Journey
- Crushcrushcrush - Paramore
- Dirty Little Secret - The All-American Rejects
- I Can't Drive 55 - Sammy Hagar
- Remedy - Seether
- Rock and Roll Band - Boston
- Volcano Girls - Veruca Salt